# Kobédey
Kobédey (auch: Cobedaï, Kobedeye, Kobodé, Kobodey, Kobo Dey) ist ein Dorf und der Hauptort der Landgemeinde Fakara in Niger.

## Geographie

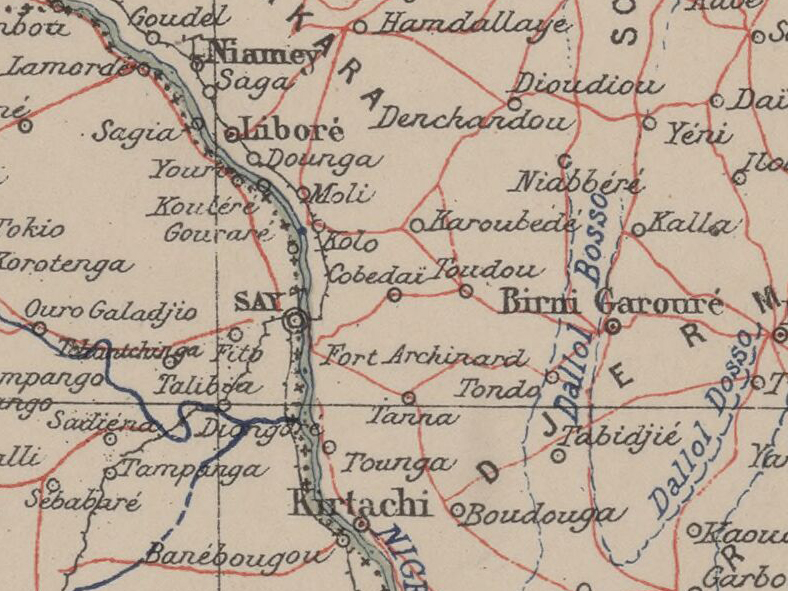
Ausschnitt einer Karte von 1903 mit Kobédey (Cobedaï) im Zentrum

Das von einem traditionellen Ortsvorsteher (chef traditionnel) geleitete Dorf liegt rund 47 Kilometer südöstlich der nigrischen Hauptstadt Niamey. Zu den Siedlungen in der Umgebung von Kobédey zählen Kouré und Kodo im Nordosten, Kofo im Osten, Tondo im Südosten sowie Tondifou und die Stadt Say am Fluss Niger im Südwesten.
Kobédey ist der Hauptort der Landgemeinde Fakara, die zum Departement Boboye in der Region Dosso gehört. Die Siedlung ist Teil der Übergangszone zwischen Sahel und Sudan. Die durchschnittliche jährliche Niederschlagshöhe beträgt hier zwischen 500 und 600 mm.

## Bevölkerung
Bei der Volkszählung 2012 hatte Kobédey 1804 Einwohner, die in 244 Haushalten lebten. Bei der Volkszählung 2001 betrug die Einwohnerzahl 1562 in 205 Haushalten und bei der Volkszählung 1988 belief sich die Einwohnerzahl auf 1047 in 128 Haushalten.

## Wirtschaft und Infrastruktur
Mit einem Centre de Santé Intégré (CSI) ist ein Gesundheitszentrum im Dorf vorhanden. Der Verein Fakara-Nigerhilfe Deutschland e.V. unterstützte das Gesundheitszentrum in den Jahren 2004 bis 2012 mit der Finanzierung einer Renovierung sowie mit Hilfslieferungen von Medikamenten, Sanitätsmaterialien und medizinischen Geräten. Es gibt eine Schule im Dorf.